# Villarrobledo
Villarrobledo là một đô thị ở tỉnh Albacete, một phần của cộng đồng tự trị Castile-La Mancha. Villarrobledo nằm ở độ cao 721 m trên mực nước biển, cách Albacete 83 km, diện tích 861,25 km², dân số 25.417 người (2007), mật độ dân số 29,51 người/km². Mã số bưu chính của Villarrobledo là 02600. Dãy đầu số điện thoại là 967 13/14/17/18 ** **